# Gustaf Dalén

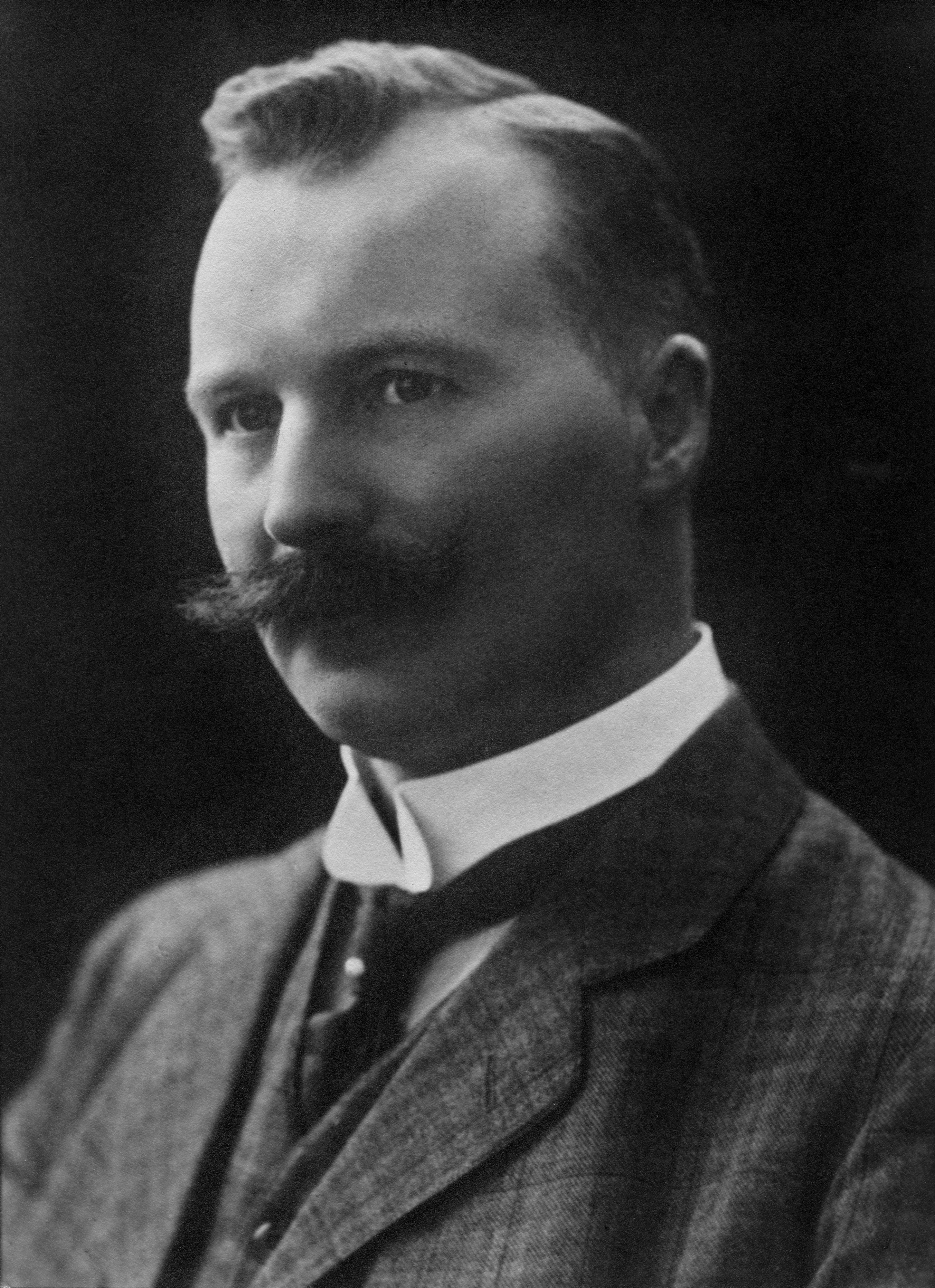
Nils Gustaf Dalén

Nils Gustaf Dalén (* 30. November 1869 in Stenstorp; † 9. Dezember 1937 in Lidingö, Stockholms län) war ein schwedischer Ingenieur. Er erhielt 1912 den Nobelpreis für Physik „für seine Erfindung selbstwirkender Regulatoren, die in Kombination mit Gasakkumulatoren zur Beleuchtung von Leuchttürmen und Leuchtbojen verwendet werden“.

## Leben und Werk
Nils Gustaf Dalén wurde 1869 in Stenstorp, in der Gemeinde Falköping, als drittes von fünf Kindern des Bauern Anders Johansson und seiner Frau Lovisa Dahlén geboren. Sein Bruder Albin wurde später ein bekannter Augenarzt und Professor am Karolinska Institutet.
Daléns Erfindungsreichtum zeigte sich schon in jungen Jahren, als er auf dem Hof seines Vaters eine Dreschmaschine konstruierte, welche von einem alten Spinnrad angetrieben wurde. Er entwickelte außerdem ein Gerät, mit dem der Fettgehalt von Milch ermittelt werden konnte. Durch diese Erfindung kam er in Kontakt mit dem Ingenieur Gustaf de Laval.
De Laval war beeindruckt vom Talent des jungen Dalén und überzeugte ihn davon, nicht – wie ursprünglich geplant – Milchwirtschaft an der Landwirtschaftsschule zu studieren, sondern eine technische Ausbildung zu absolvieren. Dalén bewarb sich an der Technischen Hochschule Chalmers in Göteborg und wurde 1892 angenommen. 1896 schloss er seine Ausbildung zum Ingenieur erfolgreich ab und studierte anschließend ein Jahr Maschinenbau am Polytechnikum Zürich (heute Eidgenössische Technische Hochschule Zürich). Zu seinen Professoren gehörte unter anderem Aurel Stodola.
Nach seiner Rückkehr nach Göteborg widmete sich Dalén eine Zeit lang der Forschung: Er konstruierte verschiedene Kompressoren und Pumpen, erfand einen Apparat zur Pasteurisierung sowie eine Melkmaschine, bevor er 1901 die technische Leitung der Svenska Karbid- och Acetylen A.B. übernahm. Später wechselte er zur Aktiebolaget Gas-Accumulator (AGA), wo er 1906 Chefingenieur wurde. Kurz zuvor hatte die Firma das Patent für die Gewinnung von gelöstem Ethin erworben. Dalén nutzte diese Erfindung zur Konstruktion eines neuartigen, automatischen Beleuchtungssystems für Leuchttürme (des Dalén-Blinklichts) sowie zur Fertigung neuer Gasbehälter: Er füllte die Behälter mit einem Gemisch aus Asbest und Kieselgur sowie Aceton als eigentlichem Lösungsmittel für Ethin und nahm dem Ethin damit seine explosiven Eigenschaften, welche bis dahin einen Einsatz des Stoffes zum Betrieb von Leuchttürmen verhindert hatten.

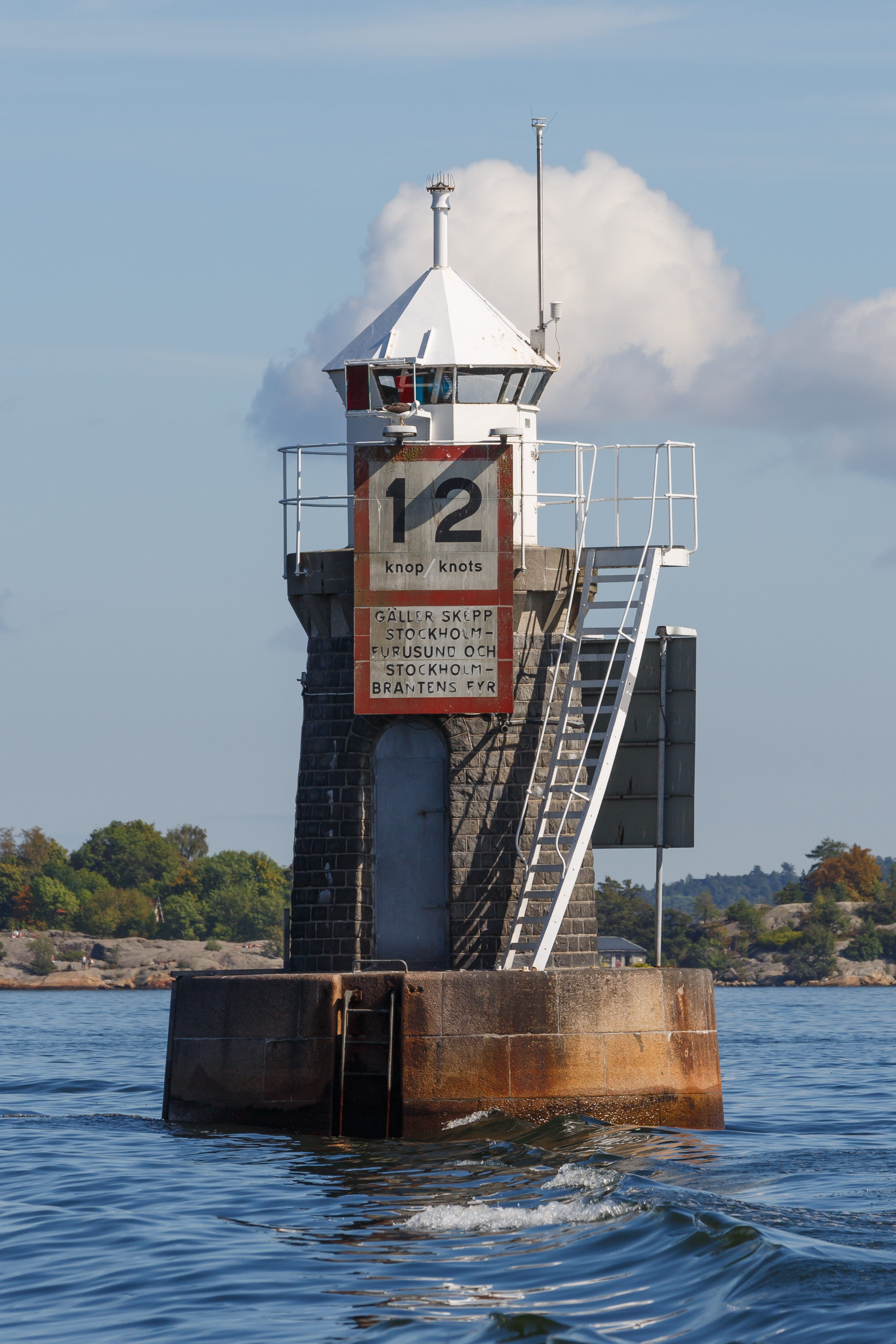
Das erste Dalénfeuer beim Blockhusudden in Stockholm

Außerdem erfand Dalén ein Sonnen-Ventil, welches den Leuchtturm automatisch bei Einbruch der Dunkelheit entzündete und ihn am Morgen löschte. AGA-Leuchttürme konnten damit für lange Zeit – bis zu einem Jahr – ohne Personal und ohne Wartung betrieben werden und trugen damit nicht nur zur Verbesserung der Sicherheit in der Seefahrt bei, sondern verhalfen an Schwedens langen Küsten auch zu großen personellen und materiellen Einsparungen. Im Jahre 1912 wurde der Welt erstes Leuchtfeuer nach Daléns Prinzip beim Blockhusudden auf Djurgården in der Hafeneinfahrt nach Stockholm installiert, als das Leuchtfeuer 68 Jahre später elektrifiziert wurde, konnte man konstatieren, dass es niemals repariert worden war.
Im Jahre 1909 übernahm Dalén die Leitung der AGA.
Bei einem Test der Sicherheit von Ethin-Behältern wurde Dalén 1912 durch eine unerwartete Explosion schwer verletzt und verlor dabei sein Augenlicht. Nachdem er sich von seinen Verletzungen erholt hatte, setzte er seine Forschungen fort und erhielt unter anderem den Auftrag, den Panama-Kanal mit Leuchttürmen auszustatten.
Später befasste er sich mit der Verbesserung der Heiztechnik und erfand 1922 einen Herd, welcher mit nur acht Pfund Kohle bis zu 24 Stunden heizen konnte. Der AGA-Herd wurde auch über die Grenzen Schwedens hinaus zu einem großen Erfolg und gehörte in den 1930er Jahren in bestimmten Gesellschaftsschichten Englands (bei den Besitzern mittlerer und größerer Landhäuser) praktisch zur Standardausstattung (AGA Cooker).
Mit seiner Frau Elma Persson, die Dalén 1901 geheiratet hatte, hatte er zwei Söhne und zwei Töchter. Ihr ältester Sohn, Gunnar, wurde Ingenieur und übernahm später die Leitung der AGA von seinem Vater; der jüngere Sohn, Anders, wurde Mediziner.
Dalén starb 1937 im Alter von 68 Jahren in seiner Villa in Lidingö. Ihm zu Ehren trägt heute ein 26 m hoher Leuchtturm an der Küste von Södermanland seinen Namen.

## Auszeichnungen
Dalén erhielt 1912 den Nobelpreis für Physik „für seine Erfindung selbstwirkender Regulatoren, die in Kombination mit Gasakkumulatoren zur Beleuchtung von Leuchttürmen und Leuchtbojen verwendet werden“. Die Vergabe des Preises für eine technische Erfindung war eine große Ausnahme und ist bis heute sehr ungewöhnlich. Da Dalén die Auszeichnung kurz nach seiner Erblindung erhielt, wird bis heute über das Motiv dieser Ehrung gemutmaßt: Möglicherweise ließen sich die Juroren bei der Auswahl des Preisträgers von ihrem Mitgefühl leiten.